# アルプスアルパイン
アルプスアルパイン株式会社（アルプスアルパイン、ALPS ALPINE CO., LTD.）は、日本の電子部品・音響機器・カーナビゲーションを製造販売する大手電機メーカーである。日経平均株価の構成銘柄の一つ。

## 概要
自作ラジオ愛好家にとっては往年のバリコンメーカーとして有名。
同社製の各種エアバリコンは生産終了から久しくなった今日もなお中古品が高値で売買されるなど根強い人気がある。熱転写プリンター（マイクロドライプリンタ）を製造・販売していた。金色が印刷できるなどの特長で一定の評価を受けていた。
また各種スイッチやエンコーダ、センサ、チューナーや送受信ユニットといった高周波デバイス、光通信デバイス、タッチパネルやキーボードなどの入力デバイス、液晶表示素子、小型プリンタ、各種記憶媒体のスロットや3.5インチFDD、コネクタなど、IT環境に不可欠な電子部品も製造している。ノートパソコンに用いられるグライドポイントやスティックポインタは、いずれも登録商標である。
メカニカルキーボード愛好家にとっては往年のキースイッチメーカーとして有名。
過去にはカセットテープレコーダー、およびラジオカセットレコーダー、カセットデッキ等の各種主要メカニズム用の部品を製造していた。
2020年に、アルパイン株式会社が従来行ってきた車載情報機器事業を継承した。
CIは「Perfecting the Art of Electronics」。
グループ企業にはアルプス物流などがある。

## 沿革
- 1948年（昭和23年）11月 - 片岡勝太郎が片岡電気株式会社を設立。
- 1961年（昭和36年）4月 - 株式を東京店頭市場に公開し、10月に東京証券取引所市場第二部に上場。電子部品業界で初。
- 1964年（昭和39年）8月 -「東北アルプス株式会社」設立（資本金5000万円）。
- 1964年（昭和39年）12月 - アルプス電気株式会社に商号変更。
- 1967年（昭和42年）
  - 5月 - 東京都大田区にアメリカのモトローラ社との合弁でアルプス・モトローラ株式会社を設立。
  - 8月 - 東京証券取引所市場第一部に指定替。
- 1969年（昭和43年） - 株式の全額時価発行（日本初）により増資。新資本金12億円。
- 1970年（昭和44年）3月 -「アルプス運輸株式会社」（現・株式会社アルプス物流）発足。
- 1970年（昭和44年）8月 - 韓国に合弁会社「金星アルプス電子」（現・LG電子部品）設立。
- 1970年（昭和44年）12月 - 台湾に合弁会社「福華電子」設立。
- 1973年（昭和47年）3月 - ブラジルに合弁会社「アルプス・ド・ブラジル」設立。
- 1977年（昭和52年）11月 - 米国に「アルプス・エレクトリック（USA）」設立。
- 1978年（昭和53年）8月 - アルプス・モトローラ株式会社の株式をアメリカのモトローラ社より譲り受け当社の100%子会社とし、11月に商号をアルパイン株式会社に変更。
- 1988年（昭和63年）3月 - アルパイン株式会社が株式を東京証券取引所市場第二部に上場（1991年〈平成3年〉9月第一部に指定替）。
- 2016年（平成28年）10月 - アルプス・グリーンデバイス株式会社と栗駒電子株式会社を吸収合併。
- 2017年（平成29年）7月 - アルパインとの経営統合を発表。
- 2019年（平成31年）1月 - アルパイン株式会社を完全子会社化し、アルプスアルパイン株式会社に商号変更。
- 2020年（令和2年）4月 - アルパイン株式会社から全事業（商標権・子会社管理を除く）を会社分割により継承[5]。
- 2022年（令和4年）6月 - 株式会社アルプス物流が連結子会社から持分法適用関連会社に異動[6]。

## 事業所
- 本社（東京都大田区雪谷大塚町1-7）
- 仙台開発センター(古川)（宮城県大崎市古川中里6-3-36）
- 古川第2工場（宮城県大崎市古川塚目字北原136-1）
- 涌谷工場（宮城県遠田郡涌谷町字渋江230）
- 仙台開発センター (仙台)（宮城県仙台市青葉区中央4-6-1）
- 角田工場（宮城県角田市角田字西田6-1）
- 長岡開発センター（新潟県長岡市東高見1-3-5）
- いわき開発センター（福島県いわき市好間工業団地20-1）
- 平工場（福島県いわき市好間町小谷作字作畑39-1）
- 小名浜工場（福島県いわき市小名浜野田字柳町41-25）
- 宇都宮事業所（栃木県宇都宮市陽東6-4-8）

## テレビCM
かつてはTBSの『日曜放談』、朝の情報番組でアルプス電気グループのテレビCMを放送していた。
アルプス山脈を背景にしてグループ会社の一覧が流れる。流れている曲は当初、THE ALFEEの1987年発表のシングル『白夜 -byaku-ya-』のカップリング曲「LONG WAY TO FREEDOM」(従業員にはMDで配られていた）だった。その後は同社のイメージソング「輝きにつつまれて（歌：さかもとえいぞう）」に変更され、同時期に提供枠は日本テレビの『ザ・サンデー』へ移行した（現在は終了）。
『ザ・サンデー』に移動後最初の1クールはTBS朝番組時代同様アルプスの山を背景にグループ会社表示のCMだったが、現在は部品が擬人化されて会話するCMとなっている。
一方で主要な生産拠点がある宮城県を放送エリアとする東北放送（TBS系列）においても、『イブニング・ニュース TBC』や『JNNフラッシュニュース』の番組提供を行っている。なお、かつてアルプス電気システム機器事業部盛岡工場が存在した時代には、岩手県をエリアとする岩手放送（現IBC岩手放送）においても『JNNフラッシュニュース』や『岩手日報IBCニュース』の番組提供を行っていた。

## グループ企業
- アルプス物流
- アルプスシステムインテグレーション
- アルパイン
- アルパインマーケティング株式会社
- アルパインマニュファクチャリング株式会社
- アルパインカスタマーズサービス株式会社
- アルパイン兵庫販売株式会社
- アルパインニューズ株式会社 ‐ 「ALPINE STYLE」のブランド名でカスタム車両の開発・販売を行っている。
- 株式会社 シーズ・ラボ
- 株式会社アルプスビジネスクリエーション
- アルプス・トラベル・サービス株式会社
- アルプスファイナンスサービス株式会社

### 日本国外

#### 北米・南米
- ALPS ALPINE NORTH AMERICA, INC.
  - DETROIT OFFICE
  - OHIO OFFICE
  - SEATTLE OFFICE
- ALPINE ELECTRONICS OF AMERICA, INC.
  - OHIO OFFICE
  - TEXAS OFFICE
  - BUENOS AIRES OFFICE
- ALPINE CUSTOMER SERVICE (USA), INC.
- ALPINE ELECTRONICS OF SILICON VALLEY, INC.
- ALCOM ELECTRONICOS DE MEXICO, S.A.DE C.V.
- ALPS DE MEXICO S. DE R.L. DE C.V.
- ALPINE SALES OF MEXICO, S.A.DE C.V.
- ALPINE DO BRASIL LTDA

#### 欧州
- ALPS ALPINE EUROPE GmbH
  - DUESSELDORF OFFICE
  - FROLUNDA OFFICE
  - GOTHENBURG OFFICE
  - PARIS OFFICE
  - MILAN OFFICE
  - MILTON KEYNES OFFICE
  - COVENTRY OFFICE
  - DORTMUND PLANT
- ALPINE ELECTRONICS (EUROPE) GmbH
- ALPINE ELECTRONICS GmbH
- ALPS ELECTRIC (IRELAND) LIMITED
- ALPS ELECTRIC CZECH, s.r.o.
- ALPINE ELECTRONICS MANUFACTURING OF EUROPE, LTD.
- ALPINE ITALIA S.p.A.
- FAITAL S.p.A.

#### アセアン・オセアニア
- ALPS ALPINE ASIA CO., LTD.
- ALPINE TECHNOLOGY MANUFACTURING (THAILAND) CO., LTD.
- ALPS ALPINE SINGAPORE PTE. LTD.
- ALPS ELECTRIC (MALAYSIA) SDN. BHD.
- ALPS ALPINE VIETNAM CO., LTD.
- ALPS ELECTRIC (INDIA) PRIVATE LIMITED
- ALPINE OF ASIA PACIFIC INDIA PVT., LTD.
  - GREATER NOIDA OFFICE
  - GURGAON OFFICE
- ALPINE ELECTRONICS OF AUSTRALIA PTY., LTD.
- ALPINE ELECTRONICS OF MIDDLE EAST, FZCO

#### 中国・韓国
- ALPS (CHINA) CO., LTD.
  - DALIAN BRANCH
  - SHANGHAI BRANCH
  - SUZHOU BRANCH
  - HANGZHOU BRANCH
  - GUANGZHOU BRANCH
  - SHENZHEN BRANCH
  - HONG KONG BRANCH
  - DALIAN R&D CENTER
  - WUXI R&D CENTER
- ALPINE ELECTRONICS (CHINA) CO., LTD.
  - GUANGZHOU BRANCH
  - SHANGHAI BRANCH
  - DALIAN OFFICE
  - WUHAN OFFICE
  - SHENYANG OFFICE
  - CHANGCHUN OFFICE
  - CHANGSHA OFFICE
  - DALIAN R&D CENTER
  - CHINA PURCHASING CENTER
- ALPS (SHANGHAI) INTERNATIONAL TRADING CO., LTD.
- ALPS COMMUNICATION DEVICES TECHNOLOGY (SHANGHAI) CO., LTD.
- NEUSOFT REACH AUTOMOTIVE TECHNOLOGY CO., LTD.
- DALIAN ALPS ELECTRONICS CO., LTD.
- DALIAN ALPINE ELECTRONICS CO., LTD.
- DANDONG ALPS ELECTRONICS CO., LTD.
- TAICANG ALPINE ELECTRONICS CO., LTD.
- TIANJIN ALPS ELECTRONICS CO., LTD.
- NINGBO ALPS ELECTRONICS CO., LTD.
- WUXI ALPS ELECTRONICS CO., LTD.
- DONGGUAN ALPS ELECTRONICS CO., LTD.
- ALPS ELECTRONICS HONG KONG LTD.
- ALPINE ELECTRONICS HONG KONG, LTD.
- ALPS ELECTRONICS TAIWAN CO., LTD.
- ALPS ELECTRIC KOREA CO., LTD.